# Куруктаг
Куруктаг, Куругтаг — гірський хребет на Заході Китаю у межах Східного Тянь-Шаню (Синьцзян-Уйгурський автономний район). Простягається із заходу на схід на відстань приблизно 350 км, розташований між озерами Баграшколь та Лобнор. З південної сторони знаходиться одна з найбільших у світі безводних пустель Такла-Макан, від якої хребет відокремлює річка Кончедар'я. До західних відрогів прилучається місто Корла. Найбільша висота 2809 м.
Хребет утворений давніми кристалічними та метаморфічними породами, схили круті, скелясті. На території переважають гірно-пустельні краєвиди з розрідженою чагарниково-трав'янистою рослинністю.